# Leki oksytotyczne
Zasugerowano, aby zintegrować ten artykuł z artykułem Leki naskurczowe. Nie opisano powodu propozycji integracji.
Leki oksytotyczne to substancje, najczęściej pochodzenia naturalnego lub ich półsyntetyczne pochodne, pobudzające czynność skurczową macicy.
Do grupy tej zaliczamy:
- oksytocynę;
- alkaloidy sporyszu;
- prostaglandyny.

Oksytocyna jest stosowane w celu pobudzenia akcji porodowej. Powoduje regularne, skoordynowane skurcze macicy od dna w kierunku szyjki, ułatwiając tym samym poród. Może być również stosowana w połogu, w celu pobudzania i zwiększania laktacji. Oksytocyny nie wolno stosować w ciążach mnogich i w przypadku poprzecznego ułożenia płodu.
Alkaloidy sporyszu, takie jak ergometryna i metyloergometryna działają kurcząco na mięsień macicy oraz na naczynia krwionośne. Są stosowane po porodzie w przypadku nieprawidłowego lub niedostatecznego obkurczania się (zwijania) macicy. Pomagają też w hamowaniu krwotoków poporodowych.
Prostaglandyny są stosowane w celu pobudzenia akcji porodowej, również w wywoływaniu porodu obumarłego płodu lub jako środki poronne.